# Елізабет Фрай
Елі́забет Фрай (англ. Elizabeth Fry; при народженні — Елізабет Герні, англ. Elizabeth Gurney); 21 травня 1780, Норвіч, Англія — 12 жовтня 1845, Ремсгейт) — англійська соціальна активістка, феміністка, реформаторка тюремної системи Англії (утримання ув'язнених жінок та їх дітей), відома як «ангел тюрем». Ім'ям Елізабет Фрай названі численні благодійні товариства у Великій Британії та інших країнах Співдружності. Удостоєна місця на Поверху спадщини Джуді Чикаго.

## Життєпис
Елізабет Герні народилася у Норвічі в родині квакерів п'ятою з одинадцяти дітей. Батько, Джон Герні, був успішним бізнесменом, банкіром; мати теж походила з родини банкірів, засновників банку Барклейс, однак померла, коли Елізабет було 12. 
У серпні 1800 року Елізабет Герні пошлюбилася з лондонським банкіром і бізнесменом Джозефом Фраєм (1777—1861). У цьому шлюбі вона народила 11 дітей.

## Діяльність
Під впливом проповідей американського проповідника Вільяма Сейвері у 1813 році Елізабет Фрай почала займатися благодійністю, відвідала жіночу в'язницю в Ньюгейті, де була зворушена жахливим станом ув'язнених жінок і почала клопотати про кращі умови утримання. Зокрема, завдяки Фрай, була здійснена нова класифікація злочинів і злочинців(-ниць), впроваджений жіночий нагляд над ув'язненими жінками, покращені умови для їх релігійного та світського життя, освіти. Поступово нові критерії утримання ув'язнених поширилися на інші в'язниці країни.
У своєму родовому маєтку Елізабет Фрай власним коштом заснувала школу для дівчаток-сиріт, роками пізніше і школу для дітей лондонських ув'язнених. У 1817 році разом з 12-ма іншими активістками заснувала «Асоціацію для реформування ув'язнених жінок у місті Ньюгейт». Пізніше асоціацію перетворили у загальнонаціональну організацію, яка стала першою благодійною жіночою організацією. Фрай виступала у комітетах парламенту Великої Британії з доповідями про умови утримання ув'язнених жінок, займалась лобіюванням політиків у справах утримання жінок. у 1820 році заснувала нічний притулок для бездомних у Лондоні. У 1822 році парламент ухвалив реформу тюремної системи завдяки клопотанню Фрай і її прихильників.
Елізабет Фрай відвідувала лікарні та в'язниці також в Ірландії у 1827 році, де опікувалася умовами утримання психічно хворих пацієнток. Фрай відвідувала кожне судно, яке перевозило засуджених злочинниць до Австралії і наполягала на кращих умовах перевезення. Під час відвідин Франції у 1838 році зустрічалася з чиновниками пенітенціарної системи країни, отримала дозвіл на відвідування всіх в'язниць у Франції, після чого підготувала докладний звіт і пропозиції реформ. 
У 1840 році Елізабет Фрай відкрила школу медсестер. 
Померла 12 жовтня 1845 року.

## Значення
Ще за життя Елізабет Фрай її благодійна діяльність була широко відома у суспільстві. Королева Вікторія зустрічалася з нею декілька разів і жертвувала кошти для її проектів. Після смерті Фрай, за ініціативи мерії Лондона було відкрите перше товариство Елізабет Фрай із нічним притулком, школою для сиріт та іншими благодійними установами. Благодійні асоціації імені Елізабет Фрай заснували у багатьох різних містах Великої Британії, Канади та інших країнах. Англійська поетеса Елізабет Річардс у 1918 році присвятила їй поему: «Елізабет Фрай, ангел тюрем». У 2003 році зображення Елізабет Фрай також з'явилося на 5-фунтових банкнотах Великої Британії.